# Органы власти Санкт-Петербурга

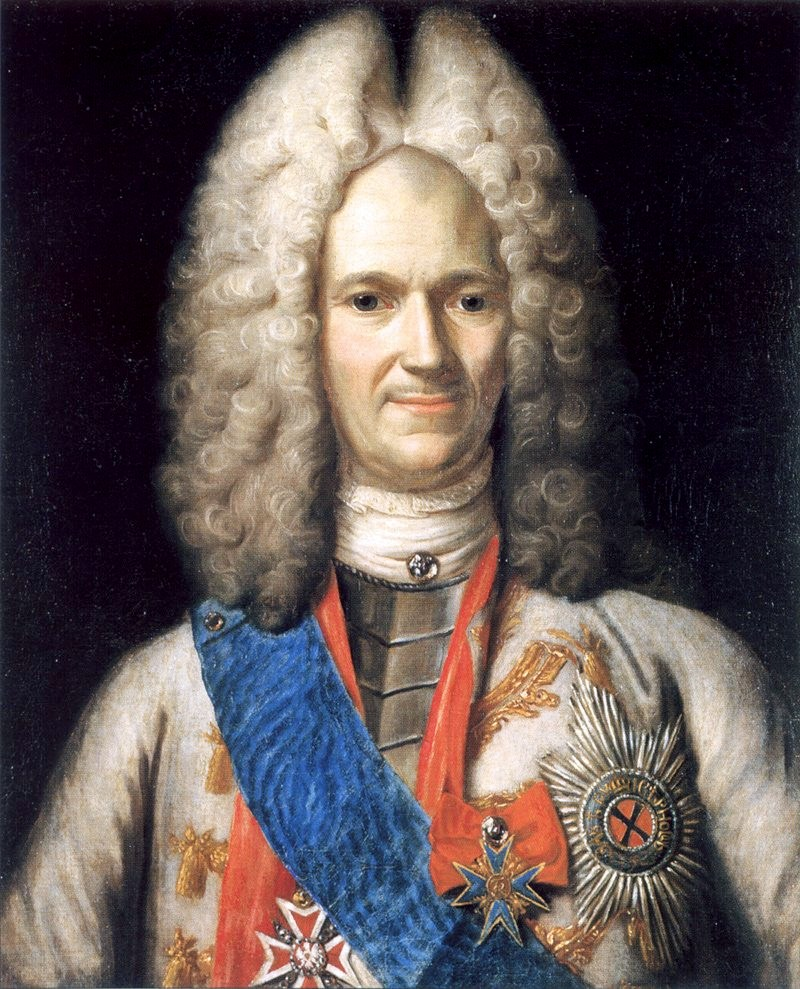
Александр Меншиков, первый генерал-губернатор Санкт-Петербурга (1703—1727)

Органы власти Санкт-Петербурга — система органов государственной власти и местного самоуправления в Санкт-Петербурге.

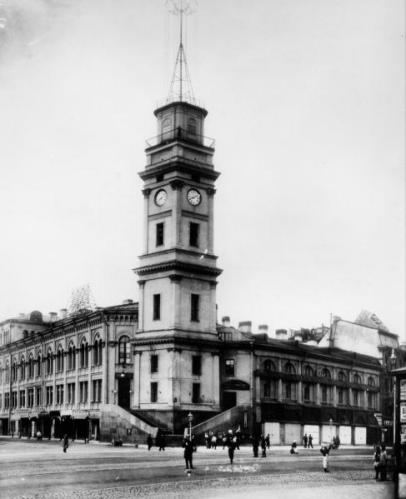
Вид на здание Городской Думы с Невского проспекта в 1890 году

## История
История развития органов власти Санкт-Петербурга определялась в значительной степени изменением столичного статуса города и сменой государственного строя в России.

### Дореволюционный период
В дореволюционный период Санкт-Петербург являлся столицей России (с 1712 года). В связи с этим глава исполнительной власти города (в разное время он носил звание генерал-губернатора, обер-полицейского, градоначальника и т. п.) подчинялся напрямую Императору.
Петербургская городская дума учреждена в 1786 году по Жалованной грамоте городам Екатерины II. Ведала городским хозяйством, налогами и сборами, торговлей, медицинским делом, образованием и т. п. Решения Петербургской Городской думы утверждались генерал-губернатором, с 1871 года — градоначальником.

### Советский период
В советский период истории органами власти Ленинграда официально являлись советы народных депутатов, исполкомы и народные суды. Однако реальными центрами власти в городе являлись комитеты коммунистической партии и спецслужбы. Первый секретарь городского комитета партии являлся фактическим градоначальником. Поскольку Ленинград был городом трёх революций и имел крупнейшую после Москвы партийную организацию, его значение было очень высоким. Многие решения о чистках принимались после громких событий в Ленинграде, как например, после убийства Кирова или Ленинградского дела.

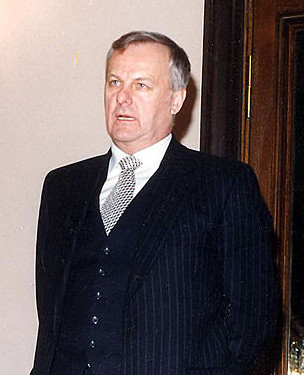
Анатолий Собчак, первый мэр Санкт-Петербурга (1991—1996)

### Переходный период
В период 1990-х годов органы власти Санкт-Петербурга пережили непростую трансформацию. В 1991 году была введена должность мэра, а 12 июня 1991 года на эту должность был избран Анатолий Собчак. Избранный в результате прямых выборов Ленсовет 21-го созыва стал первым на территории России органом представительной власти, где участники блока демократических сил «Демократические выборы — 90» имели абсолютное большинство — примерно 2/3 в 400-местном Совете. Около 120 депутатов Ленсовета представляли Ленинградский народный фронт — самую массовую неформальную политическую организацию на территории России в 1988—1990 годов. Демократическое большинство Ленсовета пригласило на работу в качестве председателя исполкома Ленсовета народного депутата СССР А. А. Щелканова, а его первым заместителем был назначен А. Б. Чубайс. В 1994 году были проведены выборы в новый законодательный и представительный орган — Законодательное собрание Санкт-Петербурга.

## Современное состояние
Система органов государственной власти, сложившаяся после переходного периода, определяется Конституцией Российской Федерации и различными законами федерального и регионального уровней, прежде всего Уставом Санкт-Петербурга, принятым Законодательным собранием 14 января 1998 года.

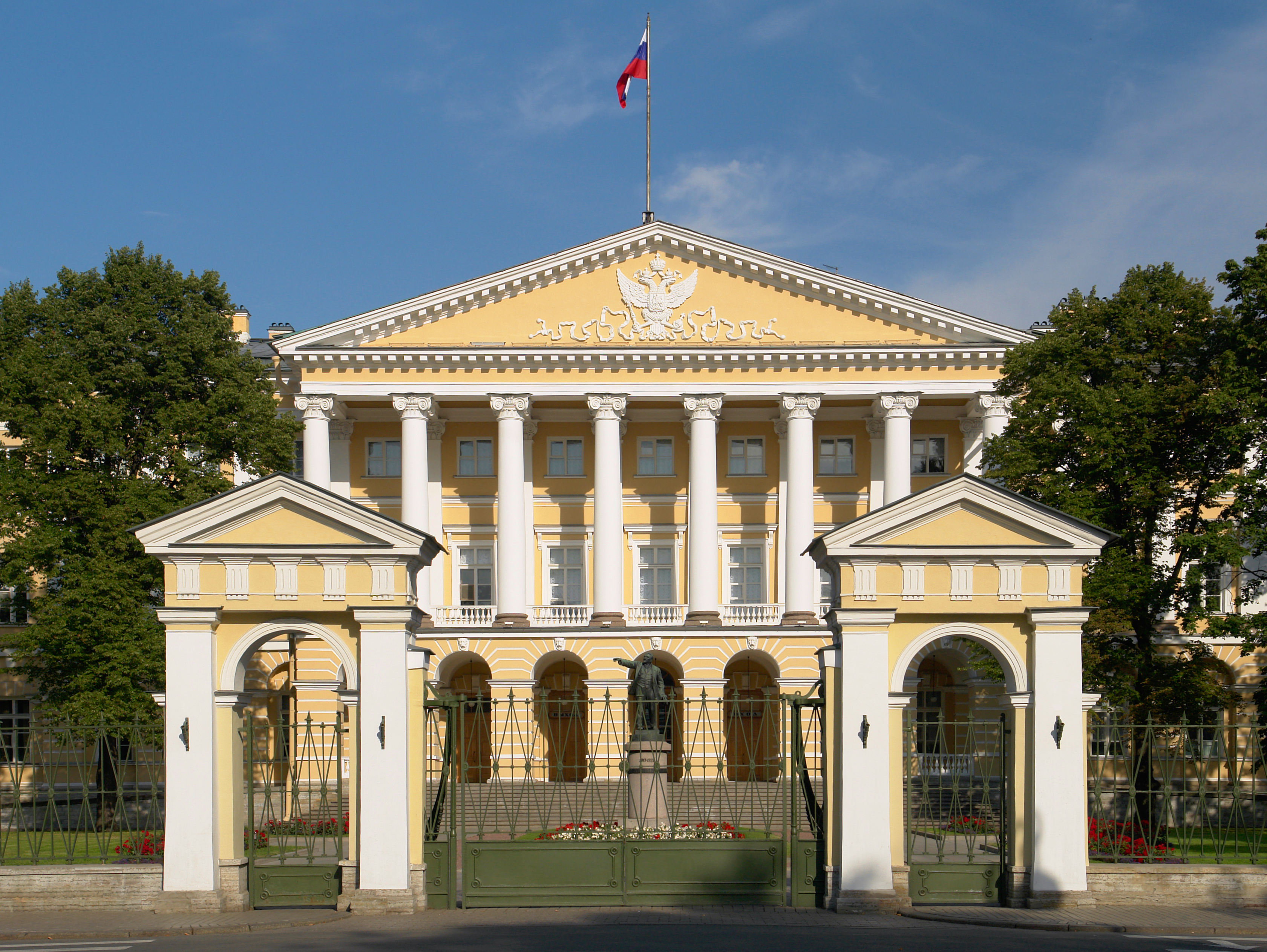
Смольный — Правительство города

### Исполнительная власть
Высшим должностным лицом города является губернатор, избираемый гражданами Российской Федерации, проживающими на территории Санкт-Петербурга и обладающими активным избирательным правом, на основе всеобщего равного и прямого избирательного права при тайном голосовании. Губернатор Санкт-Петербурга избирается на срок пять лет и не более чем на два срока подряд. С 18 сентября 2019 года губернатором Санкт-Петербурга является Александр Беглов (врио с 3 октября 2018 года).
Исполнительную власть в городе осуществляет Правительство Санкт-Петербурга, возглавляемое губернатором, и иные исполнительные органы государственной власти Санкт-Петербурга, составляющие систему исполнительных органов государственной власти города — Администрацию Санкт-Петербурга. Правительство города размещается в здании Смольного института. Администрация Санкт-Петербурга состоит из различных комитетов, служб и инспекций, подчиняющихся членам Правительства Санкт-Петербурга. Напрямую губернатору подчиняются главы районных администраций Санкт-Петербурга. Всего в Санкт-Петербурге насчитывается 18 районов.

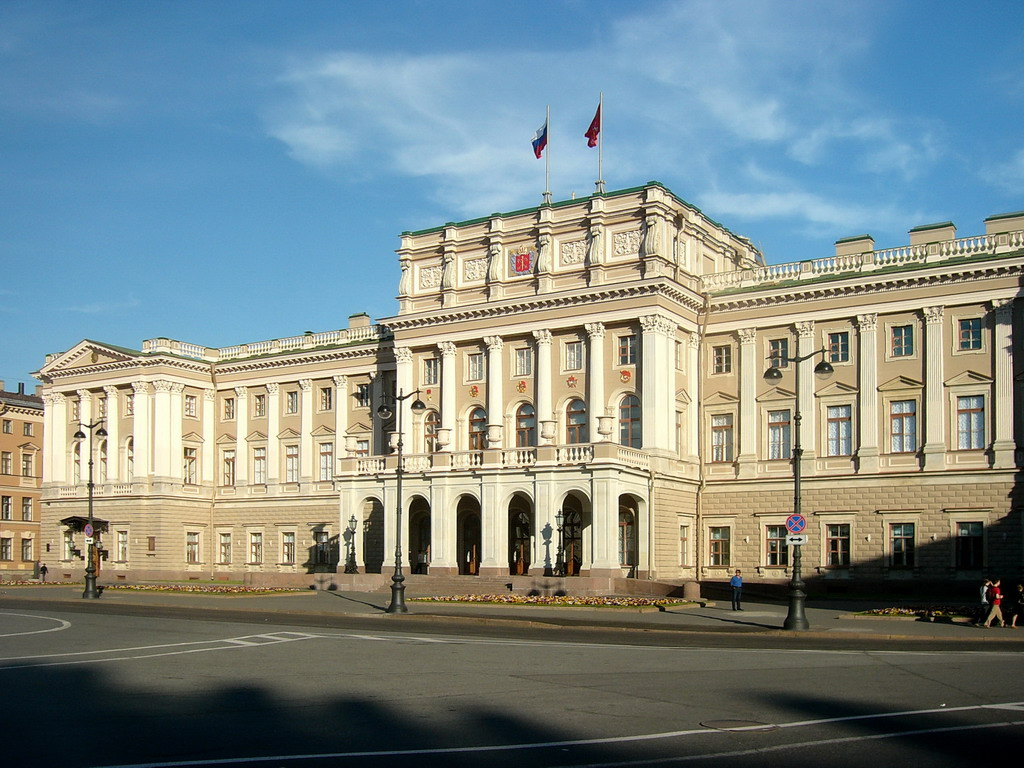
Мариинский дворец — Законодательное собрание

### Законодательная власть
Законодательную власть в городе осуществляет Законодательное собрание, состоящее из 50 депутатов, избираемых жителями города по смешанной системе сроком на 5 лет.
В 2016 году сформировано Законодательное собрание шестого созыва, в котором представлены 6 партий: «Единая Россия» (36 мест), ЛДПР (3), КПРФ (3), «Партия Роста» (3), «Справедливая Россия» (3) и «Яблоко» (2 места). Пятым Председателем Законодательного собрания являлся Вячеслав Макаров (с 14 декабря 2011 года по 2021 год). Сегодня председателем Заксобрания является Александр Николаевич Бельский.
Законодательное собрание размещается в Мариинском дворце. Для организации и осуществления контроля за исполнением бюджета города, расходованием средств внебюджетных фондов создаётся Контрольно-счётная палата Санкт-Петербурга.
Также в городе действуют Советы депутатов муниципальных образований, выборы в которые состоялись в 2019 году.

### Судебная власть
Судебную власть осуществляют мировые судьи. Также в период с 2000 года по 2021 год судебную власть осуществлял Уставный суд Санкт-Петербурга.
Уставный суд Санкт-Петербурга состоял из пяти судей. Судьи Уставного суда назначались на должность Законодательным Собранием Санкт-Петербурга на конкурсной основе сроком на шесть лет. Одно и то же лицо могло быть назначено на должность судьи Уставного суда не более трех раз подряд.
Мировой судья в пределах своей компетенции рассматривает гражданские, административные, уголовные дела в качестве суда первой инстанции.

### Местное самоуправление
Местное самоуправление в Санкт-Петербурге осуществляется на основании федерального закона «Об общих принципах организации местного самоуправления в Российской Федерации» и закона Санкт-Петербурга «Об организации местного самоуправления в Санкт-Петербурге». В Санкт-Петербурге насчитывается 111 внутригородских муниципальных образований.
Структуру органов местного самоуправления в Санкт-Петербурге составляют:
- представительный орган внутригородского муниципального образования;
- глава внутригородского муниципального образования;
- местная администрация (исполнительно-распорядительный орган);
- контрольно-счетный орган внутригородского муниципального образования;
- иные органы местного самоуправления и выборные должностные лица местного самоуправления.

### Федеральные ведомства
В Санкт-Петербурге располагается полномочный представитель Президента Российской Федерации в Северо-Западном федеральном округе. С 7 ноября 2018 года им является Александр Гуцан. Также в городе располагаются различные региональные структуры и представительства федеральных министерств и ведомств. В 2008 г. в Санкт-Петербург переехал высший орган судебной власти России — Конституционный суд Российской Федерации. Суд разместился в здании Сената и Синода.